# 吉永韦勒
吉永韦勒（法語：Guyonvelle，法語發音：[ɡɥijɔ̃vɛl]）是法国上马恩省的一个市镇，属于朗格勒区。

## 地理
吉永韦勒（47°51'15"N, 5°42'28"E）面积5.34 平方千米，位于法国大東部大區上马恩省，该省份为法国东北部内陆省份，北起马恩省和默兹省，西接奥布省，西南接科多尔省，东南接上索恩省，东临孚日省。
与吉永韦勒接壤的市镇（或旧市镇、城区）包括：昂罗塞、阿芒斯河畔拉费泰、苏瓦耶、韦勒、瓦塞。

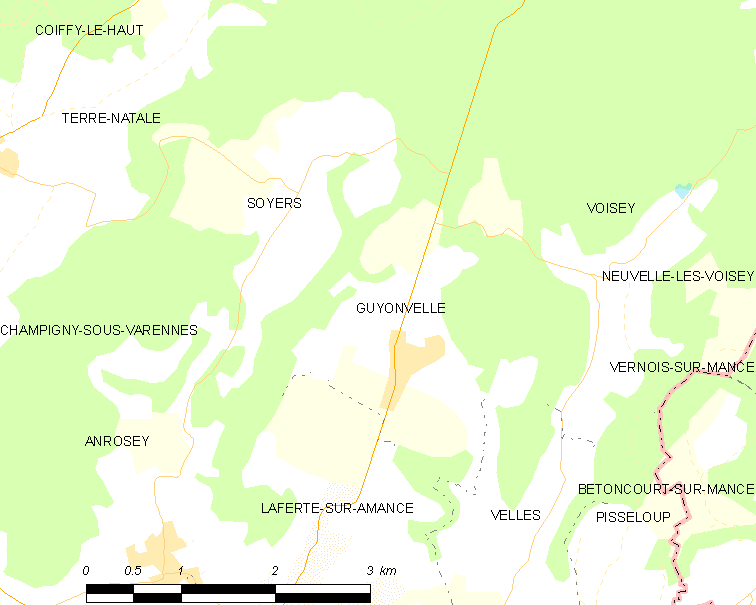
吉永韦勒的OSM定位图

吉永韦勒的时区为UTC+01:00、UTC+02:00（夏令时）。

## 行政
吉永韦勒的邮政编码为52400，INSEE市镇编码为52233。

## 政治
吉永韦勒所属的省级选区为沙兰德雷县。

## 人口

1962-2008年间吉永韦勒人口变化图示

吉永韦勒于2022年1月1日时的人口数量为90人。